# Catedral de Carlisle

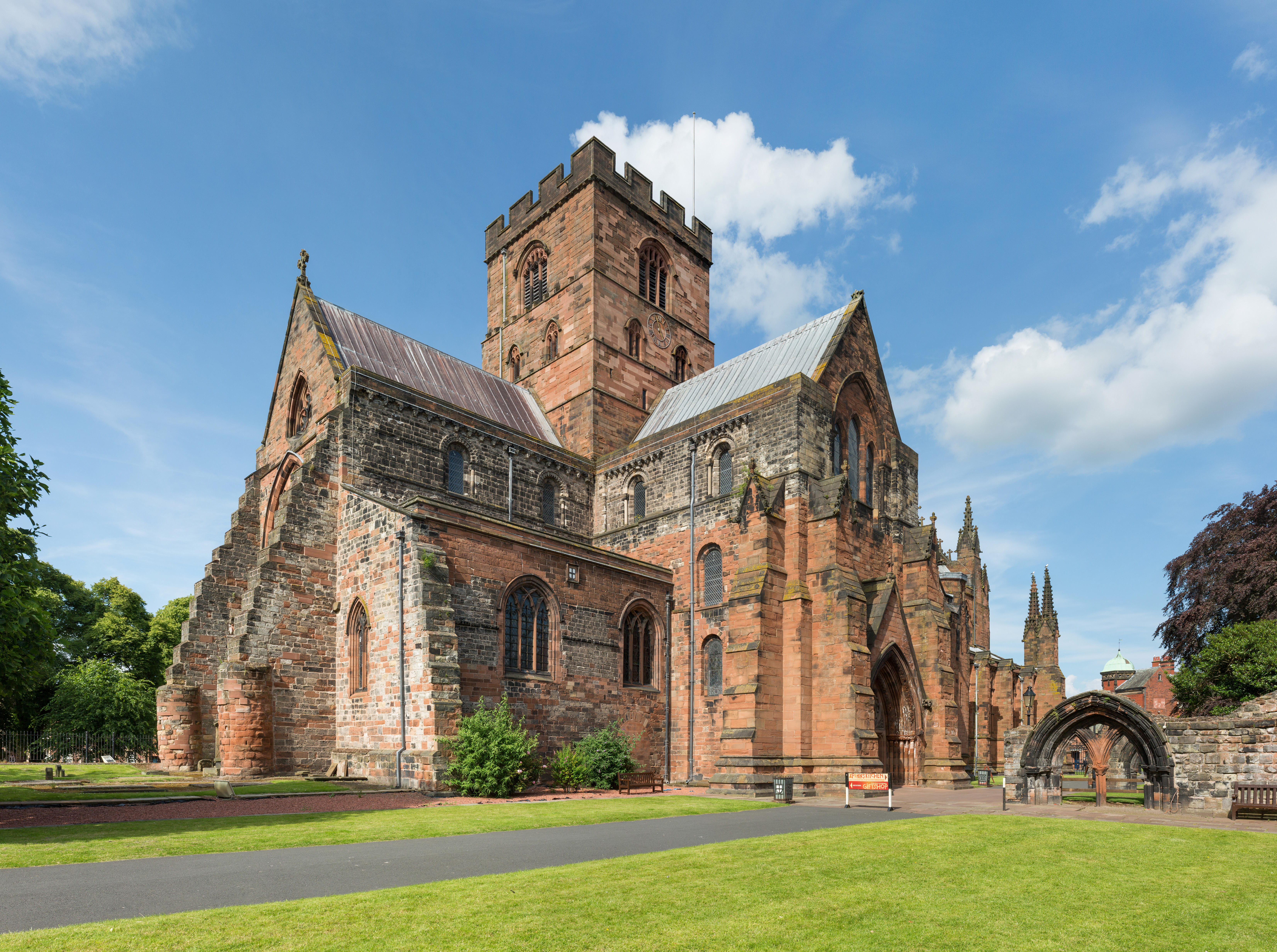
A Catedral de Carlisle.

A Catedral de Carlisle é a residência do Bispo Anglicano de Carlisle em Carlisle, Cumbria, Inglaterra. Foi fundada como um priorado agoseto e tornou-se uma catedral em 1133.
Carlisle é a segunda menor das catedrais antigas da Inglaterra. Seus traços marcantes incluem escultura em pedra figurativa, uma série de barracas de coro medievais e a maior janela em estilo gótico decorado com fluxo na Inglaterra.